# AP시스템
AP시스템(Advanced Process Systems Corp.)는 대한민국의 반도체, OLED, 2차 전지 장비 기업이다. 본사는 경기도 화성시 동탄면 동탄산단8길 15-5에 위치해 있으며 대표이사는 유호선이다. OLED 제조용 장비인 레이저 어닐링 장비(ELA) 세계 시장 점유율이 95%에 달하고 있으며, 반도체 장비 사업은 급속 열처리 장비(RTP)가 주력 제품이며, 최근 HBM용 Laser 장비를 R&D하고 있다. 

## 참고문헌
1. ↑  AP시스템, 2차 전지 장비 매출 본격화...매출 비중 15%, 뉴스핌, 2023년 6월 11일
2. ↑  2차전지·태양광 '새 날개' 단 AP시스템, 한국경제, 2023년 12월 21일